# Coryphaenoides ariommus
Coryphaenoides ariommus es una especie de pez de la familia Macrouridae.

## Morfología
Los machos pueden llegar alcanzar los 46 cm de longitud total.

## Hábitat
Es un pez de aguas profundas que vive entre 768-1.860 m de profundidad.

## Distribución geográfica
Se encuentra desde el norte del Perú hasta el sur de Chile. También está presente en el Pacífico oriental central. 